# 아우트램파크역

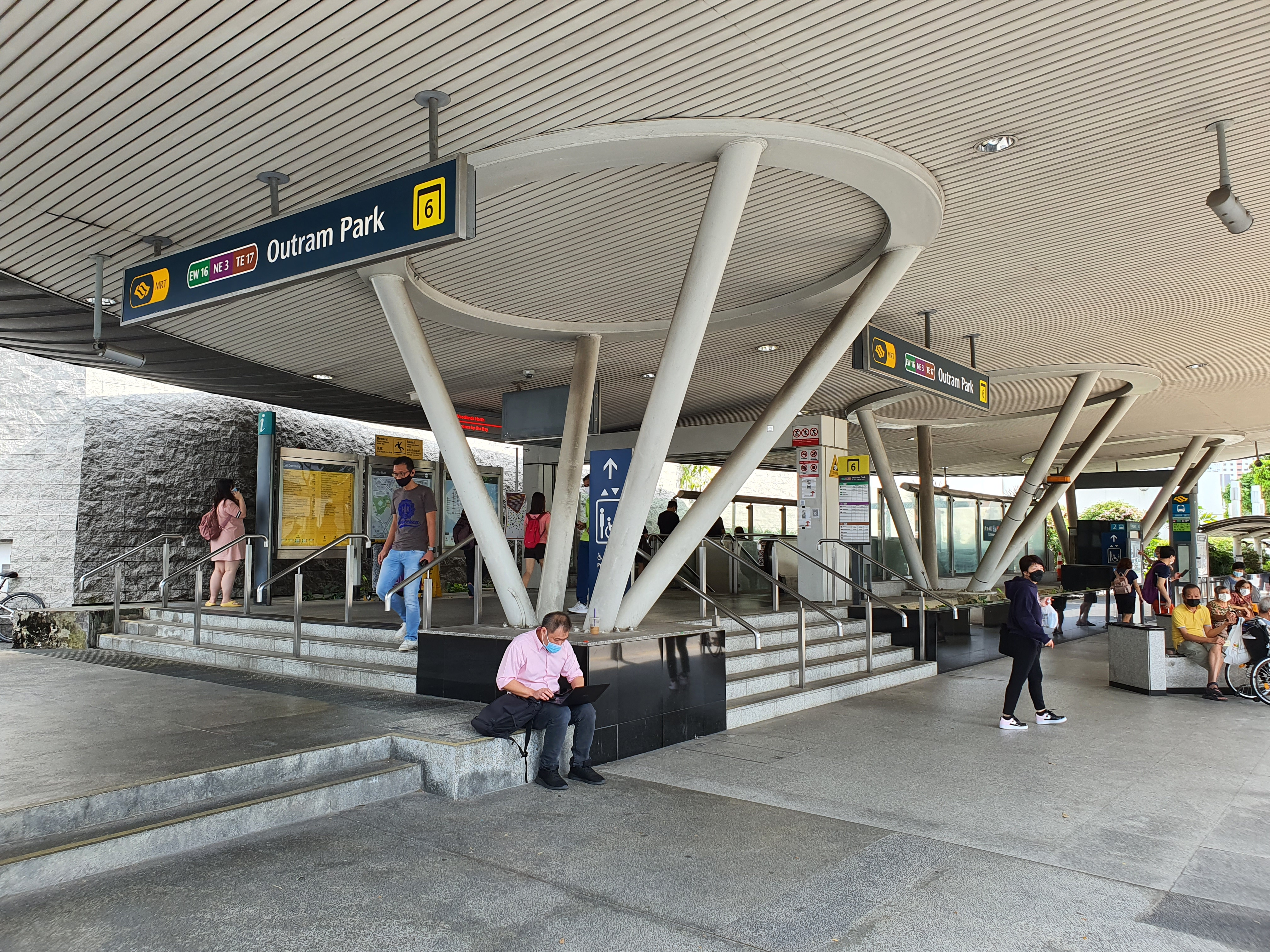

아우트램파크역(Outram Park MRT station)은 싱가포르의 지하 MRT(Mass Rapid Transit) 환승역이다. 이 역은 동서, 북동 및 톰슨 동해안 노선에 있으며 부킷메라 및 아우트램 계획 구역 경계에 있는 아우트램 로드, 유통센 스트리트(Eu Tong Sen Street) 및 뉴브리지로드(New Bridge Road)의 교차점 근처에 위치해 있다. 싱가포르 종합병원, 경찰청, 아웃램 커뮤니티 병원, 건강증진위원회에서 가장 가까운 MRT 역이다. 이 역은 1982년 MRT 네트워크의 초기 계획에 포함되었다. 노베나(Novena)의 1단계 MRT 구간의 일부로 건설되었으며 1987년 12월에 완공되었다.
노선이 세계 무역 센터까지 확장되기 전에 이 역은 원래 북동 노선의 종착역이었다. 2022년 11월 13일 톰슨-이스트 코스트선이 개통되었을 때 아우트램파크역은 3선 인터체인지가 되었다.